# بيتر بوكانان
بيتر بوكانان (بالإنجليزية: Peter Buchanan)‏ (13 أكتوبر 1915 بغلاسكو في المملكة المتحدة - 26 يونيو 1977 في المملكة المتحدة) هو لاعب كرة قدم بريطاني (وحمل سابقاً جنسية المملكة المتحدة لبريطانيا العظمى وأيرلندا) في مركز جناح ‏. شارك مع منتخب اسكتلندا لكرة القدم. أما مع النوادي، فقد لعب مع أكسفورد يونايتد وتشيلسي ونادي برينتفورد ونادي فولهام.

## وصلات خارجية
- بيتر بوكانان على موقع قاعدة بيانات كرة القدم.إي يو (الإنجليزية)